# Plichtsverzuim
Onder plichtsverzuim wordt verstaan dat een van tevoren afgesproken taak, of iets waarvan men voelt dat men het moet doen, niet wordt vervuld of uitgevoerd, met andere woorden dat een aangegane verplichting geen doorgang vindt.
Plichtsverzuim kan plaatsvinden in werknemer-werkgever-relaties, waarbij bijvoorbeeld een arbeidsovereenkomst niet wordt nageleefd, maar ook in bijvoorbeeld verenigingen, stichtingen, of scholen. In het leger was ten tijde van de dienstplicht de dienstweigeraar onderwerp van discussie, omdat deze in sommige gevallen zijn plicht zou verzuimen. Spijbelen is ook een vorm van plichtsverzuim, aangezien de spijbelende leerling de leerplicht ontduikt. Plichtsverzuim kan worden bestraft door sancties, boetes, een schorsing, door ontheffing van de taak of ontslag.